# Lamongerie
Lamongerie (La Monjariá en occitan) est une commune française située dans le département de la Corrèze en région Nouvelle-Aquitaine.
Ses habitants sont appelés les Monjarios.

## Géographie

### Localisation
Lamongerie est située en bordure ouest du Massif central. Corrézienne, elle est limitrophe du département de la Haute-Vienne.
Lamongerie se trouve, à vol d'oiseau, à 16 km au nord d’Uzerche, à 53 km au nord-ouest de la préfecture Tulle, à 58 km au nord de Brive-la-Gaillarde et 374 km de Paris.
|               | La Porcherie (Haute-Vienne) |                     |
| Masseret      | Lamongerie                  | Meilhards           |
| Salon-la-Tour |                             | Condat-sur-Ganaveix |

### Géologie et relief
Le territoire de la commune, qui s'étend sur 1 215 ha, est vallonné, recouvert de bocages, de bois et bosquets.
Lamongerie, comme l’ensemble du canton d’Uzerche, est assis sur un sol essentiellement composé de gneiss.
La commune est située à 400 m d’altitude.

### Hydrographie
Elle est arrosée par les deux principaux affluents du Bradascou : le Ganaveix et le ruisseau des Forges.

### Climat
Pour des articles plus généraux, voir Climat de la Nouvelle-Aquitaine et Climat de la Corrèze.
Historiquement, la commune est exposée à un climat océanique limousin.  
En 2020, Météo-France publie une typologie des climats de la France métropolitaine dans laquelle la commune est dans une zone de transition entre le climat océanique altéré et le climat de montagne et est dans la région climatique  Ouest et nord-ouest du Massif Central, caractérisée par une pluviométrie annuelle de 900 à 1 500 mm, maximale en automne et en hiver.
Pour la période 1971-2000, la température annuelle moyenne est de 10,9 °C, avec  une amplitude thermique annuelle de 14,7 °C. Le cumul annuel moyen de précipitations est de 1 169 mm, avec 12,9 jours de précipitations en janvier et 8,1 jours en juillet. Pour la période 1991-2020, la température moyenne annuelle observée sur la station météorologique la plus proche, située sur la commune de Saint-Germain-les-Belles à 10,75 km à vol d'oiseau, est de 11,2 °C et le cumul annuel moyen de précipitations est de 1 129,2 mm,. Pour l'avenir, les paramètres climatiques de la commune estimés pour 2050 selon différents scénarios d’émission de gaz à effet de serre sont consultables sur un site dédié publié par Météo-France en novembre 2022.

## Urbanisme

### Typologie
Au 1er janvier 2024, Lamongerie est catégorisée commune rurale à habitat très dispersé, selon la nouvelle grille communale de densité à 7 niveaux définie par l'Insee en 2022.
Elle est située hors unité urbaine et hors attraction des villes,.

### Occupation des sols
L'occupation des sols de la commune, telle qu'elle ressort de la base de données européenne d’occupation biophysique des sols Corine Land Cover (CLC), est marquée par l'importance des forêts et milieux semi-naturels (61,4 % en 2018), une proportion sensiblement équivalente à celle de 1990 (61,8 %). La répartition détaillée en 2018 est la suivante : 
forêts (61,4 %), prairies (38,1 %), zones agricoles hétérogènes (0,5 %).
L'évolution de l’occupation des sols de la commune et de ses infrastructures peut être observée sur les différentes représentations cartographiques du territoire : la carte de Cassini (XVIIIe siècle), la carte d'état-major (1820-1866) et les cartes ou photos aériennes de l'IGN pour la période actuelle (1950 à aujourd'hui).

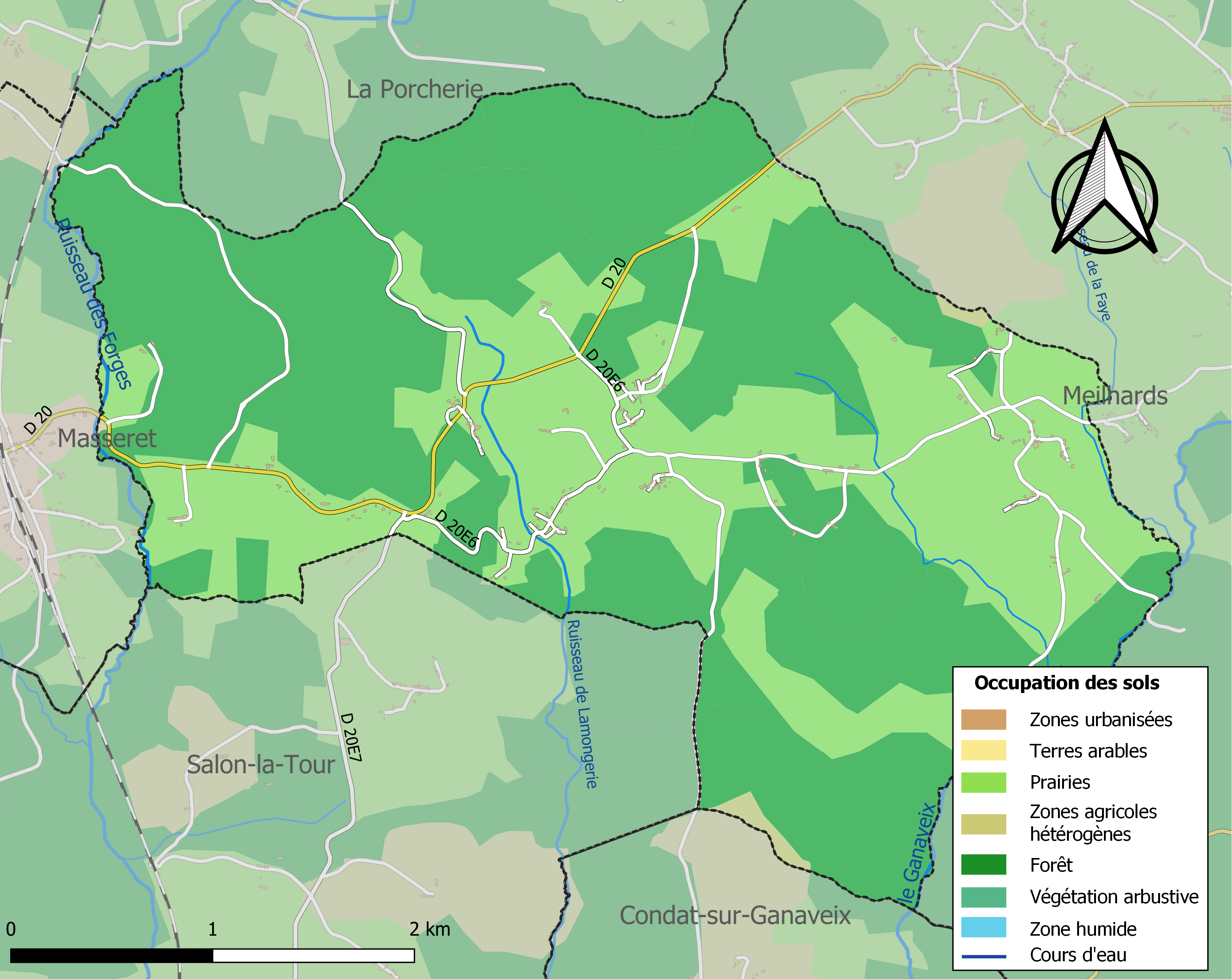
Carte des infrastructures et de l'occupation des sols de la commune en 2018 (CLC).

### Voies de communication et transports
Pour accéder à Lamongerie par la route, emprunter la sortie 43 de l’autoroute A20, puis suivre la D 20.
L’accès en train le plus proche est la gare ferroviaire d’Uzerche à 13 km (voir Gare d'Uzerche).
Les aéroports sont ceux de Limoges-Bellegarde (60 km) et de Brive-Vallée de la Dordogne (70 km).

### Risques majeurs
Le territoire de la commune de Lamongerie est vulnérable à différents aléas naturels : météorologiques (tempête, orage, neige, grand froid, canicule ou sécheresse), feux de forêts et séisme (sismicité très faible). Il est également exposé à un risque particulier : le risque de radon. Un site publié par le BRGM permet d'évaluer simplement et rapidement les risques d'un bien localisé soit par son adresse soit par le numéro de sa parcelle.

#### Risques naturels

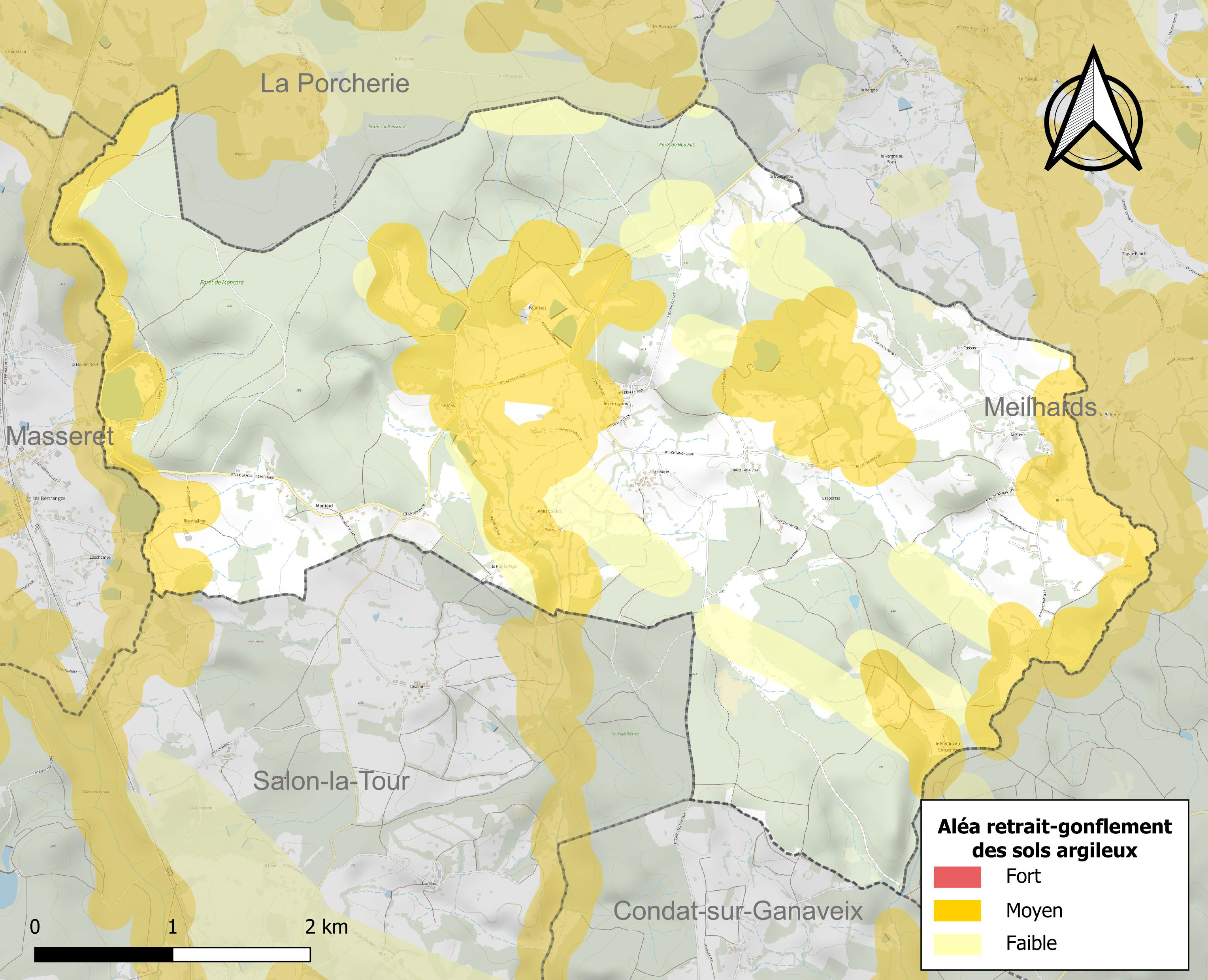
Carte des zones d'aléa retrait-gonflement des sols argileux de Lamongerie.

Le retrait-gonflement des sols argileux est susceptible d'engendrer des dommages importants aux bâtiments en cas d’alternance de périodes de sécheresse et de pluie. 27,9 % de la superficie communale est en aléa moyen ou fort (26,8 % au niveau départemental et 48,5 % au niveau national). Sur les 101 bâtiments dénombrés sur la commune en 2019,  35 sont en aléa moyen ou fort, soit 35 %, à comparer aux 36 % au niveau départemental et 54 % au niveau national. Une cartographie de l'exposition du territoire national au retrait gonflement des sols argileux est disponible sur le site du BRGM,.
Concernant les feux de forêt, aucun plan de prévention des risques incendie de forêt (PPRIF) n’a été établi en Corrèze, néanmoins le code de l’urbanisme impose la prise en compte des risques dans les documents d’urbanisme. Le périmètre des servitudes d'utilité publique et des zones d'obligation légale de débroussaillement pour les particuliers est quant à lui défini pour la commune dans une carte dédiée. 

#### Risque particulier
Dans plusieurs parties du territoire national, le radon, accumulé dans certains logements ou autres locaux, peut constituer une source significative d’exposition de la population aux rayonnements ionisants. Certaines communes du département sont concernées par le risque radon à un niveau plus ou moins élevé. Selon la classification de 2018, la commune de Lamongerie est classée en zone 3, à savoir zone à potentiel radon significatif. 

## Histoire
Un prieuré de femmes dépendant de l'abbaye de la Règle à Limoges, et une ancienne cella, ou petit couvent, de l'ordre de Grandmont à Pourrières, étaient situés sur la commune.

## Politique et administration

### Administration municipale
La commune dispose d'un conseil municipal de 11 membres.

### Liste des maires
| Période                                  | Période  | Identité                                         | Étiquette | Qualité                                                              |
| ---------------------------------------- | -------- | ------------------------------------------------ | --------- | -------------------------------------------------------------------- |
| 1898                                     | 1919     | Jacques Viozelanges                              |           | Cultivateur                                                          |
| 1919                                     | 1929     | Jean Thévenot                                    |           | Épicier                                                              |
| 1929                                     | 1943     | François Laversanne                              |           | Agent d'affaire                                                      |
| 1943                                     | 1944     | Raymond Laversanne                               |           | Délégation spéciale du régime de Vichy (fils de François Laversanne) |
| 1944                                     | 1983     | Joseph Bernis                                    |           | Cultivateur, président du Comité de Libération                       |
| 1995                                     | En cours | Michel Lautrette, Réélu pour le mandat 2020-2026 | UMP-LR    | Imprimeur retraité                                                   |
| Les données manquantes sont à compléter. |          |                                                  |           |                                                                      |

### Intercommunalité
Lamongerie est membre de la communauté de communes du Pays d'Uzerche, qui est constituée de neuf communes.

## Population et société

### Démographie
| 1793 | 1800 | 1806 | 1821 | 1831 | 1836 | 1841 | 1846 | 1851 |
| ---- | ---- | ---- | ---- | ---- | ---- | ---- | ---- | ---- |
| 274  | 312  | 310  | 379  | 393  | 399  | 373  | 371  | 380  |

| 1856 | 1861 | 1866 | 1872 | 1876 | 1881 | 1886 | 1891 | 1896 |
| ---- | ---- | ---- | ---- | ---- | ---- | ---- | ---- | ---- |
| 376  | 338  | 347  | 315  | 304  | 329  | 337  | 365  | 341  |

| 1901 | 1906 | 1911 | 1921 | 1926 | 1931 | 1936 | 1946 | 1954 |
| ---- | ---- | ---- | ---- | ---- | ---- | ---- | ---- | ---- |
| 346  | 355  | 347  | 361  | 334  | 323  | 284  | 255  | 225  |

| 1962 | 1968 | 1975 | 1982 | 1990 | 1999 | 2006 | 2011 | 2016 |
| ---- | ---- | ---- | ---- | ---- | ---- | ---- | ---- | ---- |
| 204  | 180  | 149  | 134  | 106  | 83   | 104  | 111  | 115  |

| 2021 | 2022 | - | - | - | - | - | - | - |
| ---- | ---- | - | - | - | - | - | - | - |
| 121  | 124  | - | - | - | - | - | - | - |

## Économie
Les ressources de la commune sont essentiellement agricoles, et notamment les élevages bovins, ovins et porcins.

### Revenus de la population et fiscalité
En 2008, le revenu fiscal médian par ménage était de 18 145 €, ce qui plaçait Lamongerie au 12 097e rang  parmi les 31 604 communes de plus de 50 ménages en métropole.

## Culture locale et patrimoine

### Lieux et monuments
- Église Saint-Martial de Lamongerie : statues du XVe siècle.
- Ruines de la chapelle de Lafaye.

### Patrimoine naturel
Forêt de Montard, 
forêt de Neuville.

### Héraldique
|  | D'azur à deux chevrons d'or surmontés d'une fleur de lys de même et accompagnés de trois étoiles d'argent, 2 en chef et 1 en pointe. |